# صراع الاقتراب والابتعاد (علم النفس)
قدّم مفهوم صراع الاقتراب والابتعاد (بالإنجليزية: Approach-avoidance conflict)‏ بوصفه أحد عناصر التوتر لأول مرة من قبل عالم النفس كورت لوين، أحد مؤسسي علم النفس الاجتماعي الحديث.

## نظرة عامة
يحدث صراع الاقتراب والابتعاد عندما يكون هناك هدف أو حدث واحد يتمتع بخصائص إيجابية وسلبية في نفس الوقت، مما يجعله جذابًا وغير جذاب في آن واحد. فعلى سبيل المثال، يعد الزواج قرارًا هامًا يحمل جوانب إيجابية وسلبية. فالجوانب الإيجابية للزواج، أو الجزء المتعلق بالاقتراب، تتمثل في العيش معًا وتبادل الذكريات والرفقة، بينما تتمثل الجوانب السلبية، أو الجزء المتعلق بالابتعاد، في الاعتبارات المالية والخلافات والصعوبات مع الأقارب. وتؤثر التأثيرات السلبية للقرار على الشخص الذي يتخذه ليتجنب الهدف أو الحدث، بينما تؤثر التأثيرات الإيجابية على الشخص الذي يرغب في التقرب من الهدف أو الحدث. ويخلق تأثير الجوانب السلبية والإيجابية نزاعًا لأن صانع القرار يضطر إما للتقدم نحو الهدف أو تجنبه تمامًا. فعلى سبيل المثال، قد يقترب صانع القرار من عرض الزواج على شريكه بحماس بسبب الجوانب الإيجابية للزواج، ومن ناحية أخرى، قد يتجنب العرض بسبب الجوانب السلبية للزواج.
يمكن لصانع القرار أن يشعر بالحماس لتحقيق هدف معين، ولكن مع زيادة الوعي بالعوامل السلبية يمكن أن تنشأ رغبة في تجنب هذا الهدف مما يؤدي إلى الحيرة وعدم القدرة على اتخاذ قرار. وفي حال وجود مشاعر تنافسية تجاه الهدف، ستنتصر المشاعر الأقوى من بينها. على سبيل المثال، إذا كان الشخص يفكر في بدء عمل تجاري، فإنه سيواجه جوانب إيجابية وسلبية. وقبل الشروع في العمل التجاري، قد يشعر بالحماس لإمكانية تحقيق النجاح وسيواجه الجوانب الإيجابية (التقارب) أولاً، حيث سيجذب المستثمرون ويثير اهتمام الآخرين بأفكاره الجديدة، وسيكون هذا تحديًا جديدًا. وعندما يقترب الشخص من البدء في العمل التجاري، ستصبح الجوانب السلبية أكثر وضوحًا، حيث سيدرك أنه سيحتاج إلى الكثير من الجهد والوقت والطاقة من جوانب أخرى من حياته. وسيؤدي زيادة قوة هذه الجوانب السلبية (الابتعاد) إلى تجنب النزاع أو الهدف في بدء العمل التجاري، مما قد يؤدي إلى الحيرة وعدم اتخاذ القرار. وتم توسيع الأبحاث المتعلقة بصراع الاقتراب والابتعاد لتشمل الدوافع الداخلية، سواء كانت مجردة أو اجتماعية في الطبيعة.